# Placodoma ragonoti
Placodoma ragonoti är en fjärilsart som beskrevs av Hans Rebel 1900. Placodoma ragonoti ingår i släktet Placodoma och familjen säckspinnare. Inga underarter finns listade i Catalogue of Life.